# چارلز مینتز
چارلز مینتز (انگلیسی: Charles Mintz؛ ۱۸۸۹ – ۴ ژانویهٔ ۱۹۴۰) یک تهیه‌کننده اهل ایالات متحده آمریکا بود.